# Самоэл (католикос)
Самоэл (агв. 𐕚𐔰𐕌𐕒𐔴𐔾 (Samoel)) или Самуэл (грабар Սամուէլ (Samuēl)) — 36-й глава алуанского католикосата Армянской апостольской церкви, пробыл на должности 17 лет, сменив прошлого католикоса Овсепа II.
Согласно Мовсесу Каганкатваци, «И все они тут же пришли к соглашению насчет смут Самуэла и Мисаела, о чем великий ишхан Армении написал армянскому hайрапету Георгу. И с согласия всех князей Алуанка он уговорил также и Самуэла. Своевольный Самуэл вынужден был против своей воли отправиться в Двин, где он вторично был рукоположен армянским католикосом Георгом в дни Ашота, ишхана Армении, в триста двадцать шестом году армянского летосчисления». Анализируя это сообщение средневекового историка, Чарльз Доусетт отмечает, что патриарх Самуэл должен был быть действующим католикосом Албании уже за год или два до повторного посвящения армянским патриархом в Двине.